# Lotto-Domo/2003
Deze pagina geeft een overzicht van de Lotto-Domo wielerploeg in  2003.

## Algemene gegevens
Sponsors: Belgische Nationale Loterij, DOMO
Algemeen manager: Christophe Sercu
Ploegleiders: Marc Sergeant, Claude Criquielion, Hendrik Redant, Luc Colijn
Fietsmerk: Eddy Merckx

## Renners
| Naam                 | Geboortedatum | Nationaliteit | Ploeg 2002        |
| -------------------- | ------------- | ------------- | ----------------- |
| Serge Baguet         | 18-08-1969    | België        |                   |
| Christophe Brandt    | 06-05-1977    | België        |                   |
| Glenn D'Hollander    | 28-12-1974    | België        |                   |
| Hans De Clercq       | 03-03-1969    | België        |                   |
| Christophe Detilloux | 03-05-1974    | België        |                   |
| Niko Eeckhout        | 16-12-1970    | België        |                   |
| Gorik Gardeyn        | 17-03-1980    | België        |                   |
| Nick Gates           | 01-03-1972    | Australië     | Wiesenhof         |
| Leif Hoste           | 17-07-1977    | België        | Domo-Farm Frites  |
| Thierry Marichal     | 13-06-1973    | België        |                   |
| Robbie McEwen        | 24-06-1972    | Australië     |                   |
| Axel Merckx          | 03-08-1972    | België        | Domo-Farm Frites  |
| Koos Moerenhout      | 05-11-1973    | Nederland     | Domo-Farm Frites  |
| Gert Steegmans       | 30-09-1980    | België        | Neoprof           |
| Léon van Bon         | 28-01-1972    | Nederland     | Domo-Farm Frites  |
| Stefan van Dijk      | 22-01-1976    | Nederland     |                   |
| Kevin Van Impe       | 19-04-1981    | België        |                   |
| Peter Van Petegem    | 18-01-1970    | België        |                   |
| Wim Vansevenant      | 23-12-1971    | België        | Palmans-Collstrop |
| Ief Verbrugghe       | 25-07-1975    | België        |                   |
| Rik Verbrugghe       | 23-07-1974    | België        |                   |
| Aart Vierhouten      | 19-03-1970    | Nederland     |                   |

## Belangrijke overwinningen
| Jayco Bay Cycling Classic 1e etappe: Robbie McEwen 3e etappe: Robbie McEwen Eindklassement: Robbie McEwen Ronde van Qatar 3e etappe: Stefan van Dijk Le Samyn Stefan van Dijk Dwars door Vlaanderen Robbie McEwen Ronde van Vlaanderen Peter Van Petegem Parijs-Roubaix Peter Van Petegem Ronde van Made Peter Van Petegem Veenendaal-Veenendaal Léon van Bon Ronde van Italië 4e etappe: Robbie McEwen 11e etappe: Robbie McEwen | Ronde van Picardië 3e etappe: Stefan van Dijk Ronde van Duitsland 3e etappe: Léon van Bon Ronde van Zwitserland 2e etappe: Robbie McEwen Ronde van het Waalse Gewest 1e etappe: Niko Eeckhout Profronde van Surhuisterveen Robbie McEwen Gouden Pijl Léon van Bon Ronde van de Ain Eindklassement: Axel Merckx Ronde van Midden-Zeeland Stefan van Dijk Ronde van Rijnland-Palts 3e etappe: Kevin Van Impe 4e etappe: Koos Moerenhout Circuit Franco-Belge 3e etappe: Robbie McEwen |

1985 · 1986 · 1987 · 1988 · 1989 · 1990 · 1991 · 1992 · 1993 · 1994 · 1995 · 1996 · 1997 · 1998 · 1999 · 2000 · 2001 · 2002 · 2003 · 2004 · 2005 · 2006 · 2007 · 2008 · 2009 · 2010 · 2011 · 2012 · 2013 · 2014 · 2015 · 2016 · 2017 · 2018 · 2019 · 2020 · 2021 · 2022 · 2023 · 2024 · 2025